# حديقة حيوانات بكين
حديقة حيوانات بكين Beijing zoo إحدى معالم السياحة في الصين وواحدة من أقدم الحدائق فيها حيث يعود تاريخ تأسيسها إلى عام 1906م.

تعتبر إضافة إلى كونها حديقة للحيوانات، تعتبر مركزا للبحوث والعناية بأنواع الحيوانات المهددة بالإنقراض، حديقة حيوانات بكين تقع في شارع شيتشيمونواي بمنطقة شيتشنغ ببكين مساحة 86 هكتارا، مما تعتبر إحدى أكبر حدائق الحيوانات في الصين. وقد بدأ بناءها في عام 1906، وهي الأولى من نوعها مفتوحة في الصين وفيها أنواع حيوانات أكثر مقارنة مع حدائق الحيوانات الأخرى وتربي وتعرض في حديقة حيوانات بكين أكثر من 5000 حيوان من أكثر من 500 نوع، وأكثر من 10000 نوع سمك وكائنات بحرية أخرى من أكثر من 500 نوع.

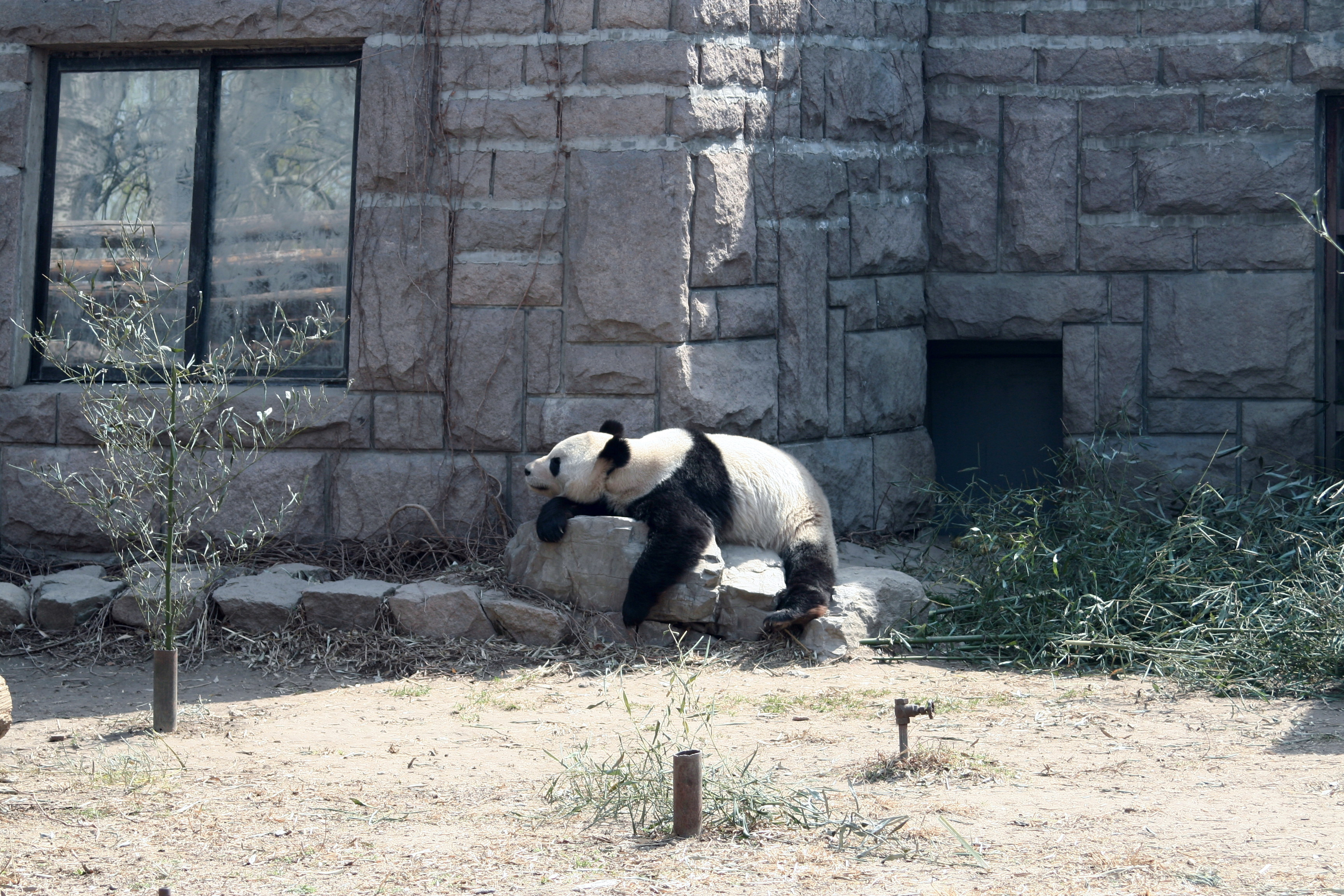
دب باندا بالحديقة